# Cosmoscarta pronotalis
Cosmoscarta pronotalis är en insektsart som beskrevs av William Lucas Distant 1908. Cosmoscarta pronotalis ingår i släktet Cosmoscarta och familjen spottstritar. Inga underarter finns listade i Catalogue of Life.